# Programm-Manager
Der Programm-Manager ist die Shell von Windows-3.x sowie der 32-Bit-Betriebssysteme Windows NT 3.1 und Windows NT 3.51. Mit der Veröffentlichung von Windows 95 wurde er, ebenso wie der Datei-Manager, durch das Startmenü und den Windows-Explorer abgelöst.

## Geschichte
Der Programm-Manager wurde mit Windows 3.0 neu eingeführt, und in der gesamten Windows-3.x-Reihe verwendet. Windows 95 bietet in der Originalversion während des Setups die Möglichkeit, statt des neuen Windows-Explorers weiterhin die alte Kombination aus Programm-Manager und Datei-Manager zu verwenden. Auch in den 32-Bit-Betriebssystemen Windows NT 3.1 und 3.51 wurde der Programm-Manager verwendet, bis er in Windows NT 4.0 vom Windows-Explorer abgelöst wurde. Die ausführbare Datei ist bis Windows XP enthalten, wobei das Programm ab Windows XP Service Pack 2 nicht mehr lauffähig ist.

## Funktionsumfang
Der Programm-Manager besteht standardmäßig aus einem Desktop im Hintergrund, einem Hauptfenster und mehreren Programmgruppen. Diese Gruppen werden in Form von Unterfenstern geöffnet und enthalten verschiedene Icons zum Starten von Programmen; sie entsprechen in etwa dem späteren Startmenü. Standardmäßig existieren die Gruppen Hauptgruppe, Autostart, Spiele, Zubehör sowie in den netzwerkfähigen Windows-Versionen Netzwerk, es lassen sich jedoch jederzeit weitere Gruppen erstellen.
Minimierte Programme werden durch ein Icon auf dem Desktop dargestellt, mit diesem die Fenster bei Bedarf wiederhergestellt werden können. Ebenso werden minimierte Programmgruppen durch ein Icon im Hauptfenster dargestellt.
Der Programm-Manager besitzt gewisse Einschränkungen: So können nur maximal 40 Gruppen erstellt werden, und jede Gruppe kann maximal 50 Icons enthalten.